# Valmojado
Valmojado es un municipio y localidad española de la provincia de Toledo, en la comunidad autónoma de Castilla-La Mancha. Cuenta con una población de 4771 habitantes (INE 2024).

## Toponimia
Unos recudimientos de alcabalas ordenados desde Toledo por Pedro Sarmiento indican el 13 de diciembre de 1449 como fecha en la que se cita por primera vez en documentos el topónimo Valmojado.
Diversas han sido las teorías planteadas sobre esta denominación. Una de las pioneras, Val mojado (Valle Mojado), fue de Jiménez de Gregorio en su Diccionario de los pueblos de la provincia de Toledo hasta finalizar el siglo XVIII (1962-1986 III: 124). La justificaba por la situación del antiguo caserío «al pie de un valle rico en agua, por los arroyos que discurren en su lecho y por las fuentes que brotan en él, unido a la cañada ganadera que pasa por sus inmediaciones».
Aunque Val - mojado parece no presentar ninguna complicación, algunos expertos en etimología sostienen que mojado no es un adjetivo que suela acompañar al sustantivo valle, ya que no conlleva una especificación concreta -casi todos los valles recogen agua, es decir, son o están mojados-, frente al contrapunto -más abundante en toponimia- que pueden constituir Valseco o Valsequillo.
Otra hipótesis es la que asocia el nombre Valmojado con la corrupción castellana de Valle Majada o Val Majada. Las majadas eran lugares donde se albergaban los pastores y donde se recogían los ganados a su paso por la vía pecuaria. Los rebaños se solían encerrar en espacios cercados mientras el pastor pasaba la noche en una choza próxima. Allí se guardaba el hato -comestibles, ropas, medicamentos u otros enseres necesarios para atender al rebaño-.

## Geografía
Linda con los términos municipales de Villamanta en la Comunidad de Madrid y Casarrubios del Monte y Méntrida.
La Cañada Real Segoviana es una antigua vía pecuaria que atraviesa el término municipal de Valmojado. Atestigua la antigua existencia de un paso y puerto de ganados en Valmojado, origen de la población.
La dehesa de Valdeniebla. Paraje conocido por pastores trashumantes en el siglo XV que, desde 1747, fue dehesa boyal de la población. La conforman pequeños valles y arroyos donde destaca el quejigar, bosque superviviente de épocas más húmedas. La dehesa aporta refugio a más de 160 especies de vertebrados. Su biodiversidad supone un tesoro de gran valor ecológico. La dehesa ha sido escenario natural en el rodaje de la serie de televisión Isabel.

## Historia
En su término municipal se han hallado yacimientos y restos de diversas épocas. Los materiales más antiguos y dispersos proceden del Paleolítico Inferior, época en la que los homínidos crearon los primeros utensilios. Varios fragmentos de catillus de granito, pertenecientes a la Segunda Edad del Hierro, han sido también encontrados en los entornos del arroyo de Buzarabajo o Vallehermoso. Actualmente están en el Museo Arqueológico Provincial de Toledo. La población actual se localizaría, según las fuentes latinas, próxima a la frontera entre Carpetanos y Vettones. 
Durante la Antigüedad esta zona se localizaba en los entornos de importantes vías romanas que conducían desde Mérida a Zaragoza. Asimismo, la Cañada Real Segoviana, que transcurre por la población, se considera una vía relevante de comunicación debido al descubrimiento de restos de infraestructura caminera, así como varias referencias arqueológicas, epigráficas y toponímicas. No lejos existen varios yacimientos romanos, como Santa María de Batres (actual Parque Arqueológico de Carranque), Villamanta, Arroyomolinos o Berciana (Méntrida).
De tiempos visigodos parecen ser los fondos de cabaña y silos hallados en ambos márgenes del arroyo de Vallehermoso. Han sido asociados con numerosos asentamientos rurales que han aflorado en el extremo norte de La Sagra toledana. Se trata de núcleos campesinos, sin estructuras defensivas, cerca de arroyos o de lugares con disponibilidad de agua.
En la dominación árabe el territorio donde actualmente se asienta la población se encuadraba dentro del alfoz o territorio de Calatalifa, antiguo castillo (ruinas hoy en término de Villaviciosa de Odón) edificado en 940, según las crónicas, por orden del califa Abd al-Rahmán III. Se ha considerado esta clase de fortalezas como eje de un territorio subordinado en el que se inscribían varios tipos de poblamientos, como las alquerías.
Tras la Reconquista de Toledo (1085) y después de un periodo de inestabilidad, el rey Alfonso VII concedió, en 1136, Calatalifa al obispo de Segovia para repoblarla. La merced confirmaba al obispo y a sus sucesores esta ciudad «con todos los términos antiguos y rentas íntegras que se sepa haber tenido y dominado en la época de los moros» o en la de Alfonso VI. Los términos llegaban hasta Santa María de Batres (Carranque) y seguían el camino que iba y dividía los términos entre Olmos (El Viso de San Juan) y Madrid. En 1161, ante la incapacidad de la iglesia segoviana en repoblar estos territorios, el rey Alfonso VIII hizo un trueque con el obispo don Guillelmo, donándole la cuarta parte de las rentas de la ciudad a cambio de Calatalifa, sin Batres. La ciudad y fortaleza pasaría entonces al concejo de Segovia. 
Las primeras noticias escritas sobre el antecedente del municipio datan del 8 de marzo de 1207. El rey Alfonso VIII confirmaba la concesión, junto con Azután (Borge Azultan), de una aldea que llamaban el Villar de Cinco Fuentes (el Villar de Quinque Fontes) al Monasterio de San Clemente de Toledo. El caserío se citaba situado en el lecho materno del arroyo de Buzarabajo, actual arroyo Vallehermoso, entre Casarrubios del Monte, la alquería de Aznar Gómez y las aldeas de Dominico Ferro y Pozuelos. El privilegio hacía mención de otra donación anterior, por la cual un rey imperatoris (Alfonso VII) había otorgado el Villar de Cinco Fuentes a dos personajes, quizá repobladores, llamados Pedro Moro y Balduíno. Algunos expertos en etimología sostienen que las palabras villar o casar podrían hacer referencia a ruinas o despoblado ruinoso en época de Reconquista y repoblación cristiana, no descartándose la posibilidad de un antecedente poblado en época anterior.
A través de un privilegio del rey Alfonso VIII, fechado el 12 de diciembre de 1208, se sabe que el lugar dejaría de pertenecer a las abadesas de San Clemente para formar parte de la Comunidad de Ciudad y Tierra de Segovia. Dicho privilegio, que establecía parte de los límites jurisdiccionales de uno de los sexmos de la ciudad segoviana (el sexmo de Casarrubios), hace mención de un Portillejo (Portelleio). Es probable que esta fuese la primera alusión escrita al Passo y Puerto de Ganados de Valmojado que estuvo situado en la Cañada Real Segoviana.
Notas sobre lo anterior: 1.º/ Sobre este mismo tema Jean Pierre Molénat afirmaba «(…) que Valmojado fue fundado en los últimos años del siglo XV, y que el silencio de casi tres siglos en relación a la aldea conocida en 1204 como El Villar de Quinque Fontes, permite considerar a Valmojado como una nueva población en el siglo XVI (…)». 2.º/ En las Relaciones Topográficas de Felipe II en 1576 respecto a la pregunta sobre la fundación de nuestra población se declaraba que «(…) la población se llama Valmojado y que siempre se ha llamado así (…) haber más de setenta años que se fundó (…)», dato que nos trasladaría a finales del siglo XV. 3.º/ Pascual Madoz refiere que «Valmojado es villa moderna, habiendo sido antes aldea de Casarrubios».
Con base en estos datos documentados, toda mención anterior a esta época lo será del territorio o en todo caso de otra historia ajena al pasado del municipio, pero nunca será una referencia válida para Valmojado, ya sea como arrabal, aldea o Villa.

Según todas las pruebas documentales conocidas, periodo de la posible fundación de Valmojado como anejo poblacional, o aldea, dentro del territorio del señorío de Casarrubios, con jurisdicción civil y criminal plena, siendo señora del mismo Juana Enríquez. En este sentido la primera constancia escrita conocida sobre Valmojado se encuentra en un documento en relación con un cobro de tributos que el 13 de diciembre de 1449 hizo Pedro Sarmiento, repostero mayor del rey, y Alcalde mayor de Toledo, por el cual dice: “Hace saber al Concejo y hombres buenos de la villa de Casarrubios, y su tierra, como halla que eran obligados a pagar de alcavala por importe de 14.000 maravedís. Y con Villamanta y Valmojado, sacando de esta cuantía 5.000 maravedís, que doña Inés de Ayala ha de abonar en las dichas monedas".

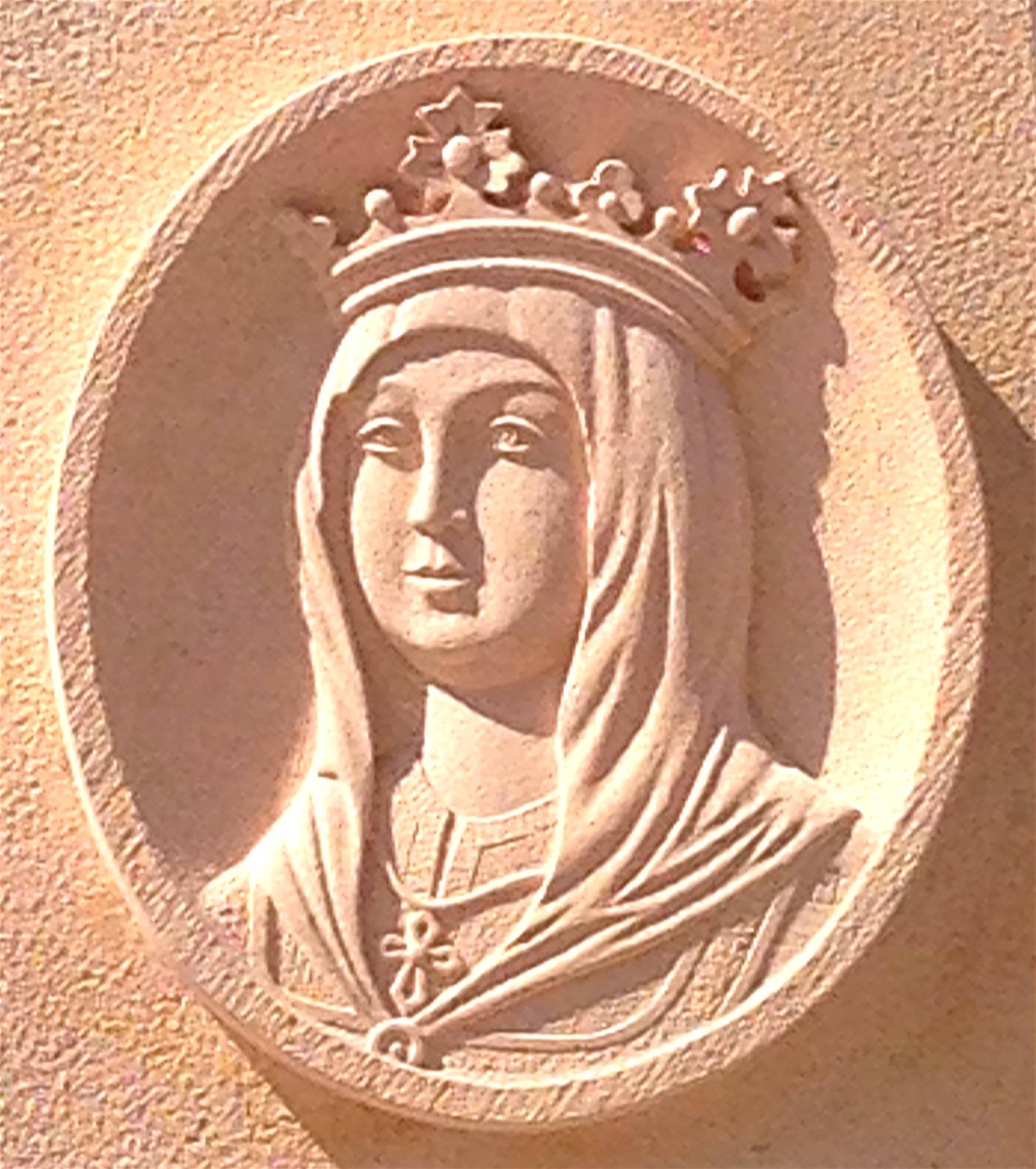
Medallón del obelisco de Isabel la Católica, reina de Castilla y señora de Casarrubios. Obelisco realizado en 2015 en piedra caliza rosa por el escultor sepulvedano Juan Emilio Cristóbal

En 1456, Juan de Cogollos, administrador de la villa de Casarrubios en nombre de la reina Juana de Aragón y Navarra, inició un programa repoblador nombrando concejos, ampliando dehesas, acotando otras nuevas y se reglamentó la repoblación de la zona. Se trata de la primera noticia que existe sobre justicias en Valmojado (1456-1464).
Enrique IV, en marzo de 1467, ordenó en carta de merced, hacer donación a su hermana, Isabel de Castilla,  de la villa de Casarrubios del Monte, con sus tierras, jurisdicción y derechos. La futura reina reclamaría 140 000 maravedíes de la recaudación anual del Paso y Puerto de Valmojado.

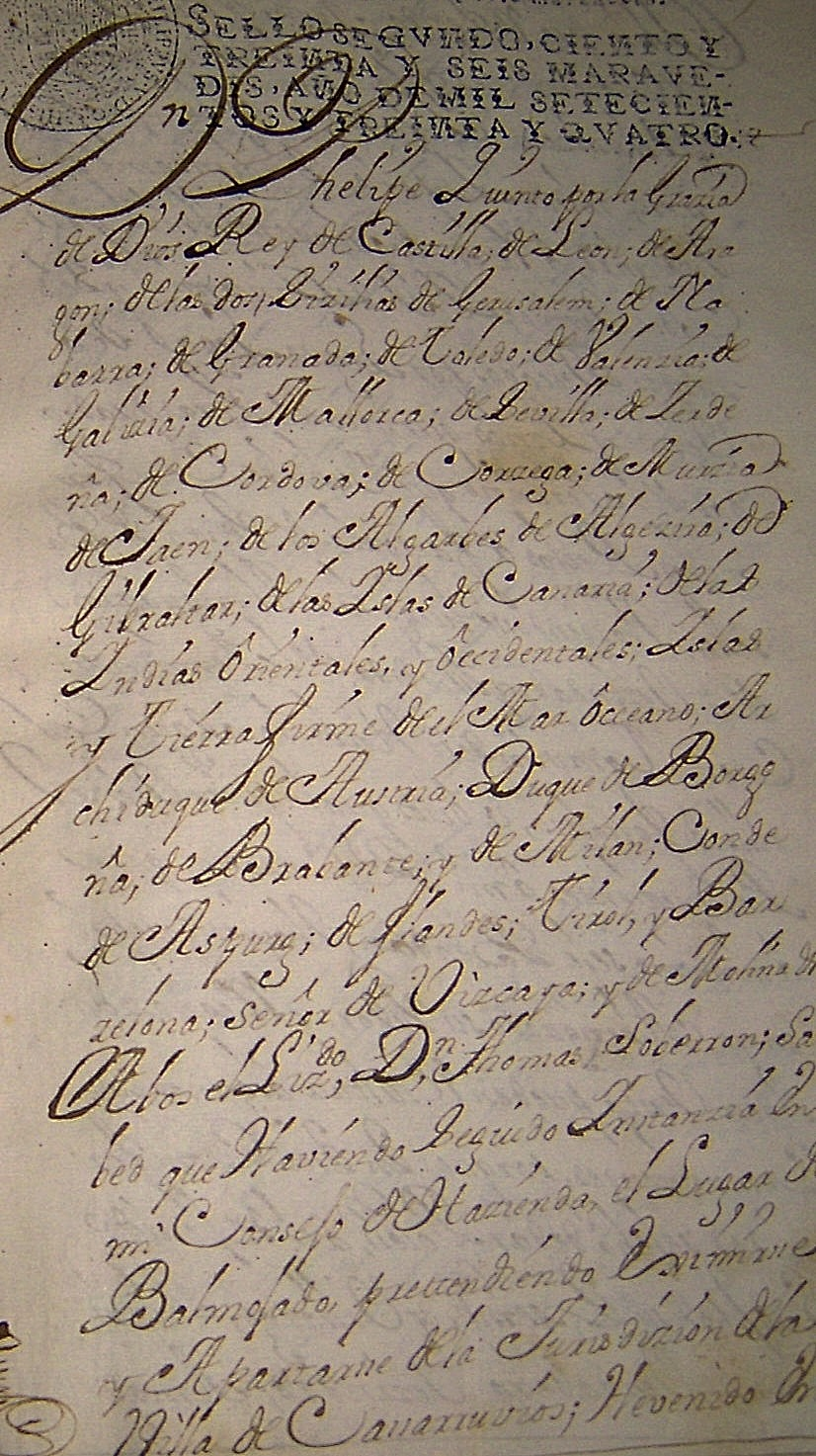
Real Cédula de Villazgo, otorgada por Felipe V en 1734

Gonzalo Chacón, consiguió Casarrubios a través de la merced de Enrique IV el 24 de noviembre. En ese mismo año, el rabino mayor de Castilla, alguacil mayor de la Aljama de Segovia y arrendador del Puerto de Valmojado, Abraham Seneor, pedía protección regia a causa de «inseguridades» en el paso de ganado.
En 1472, y tras un breve tiempo en manos del Conde de Fuensalida, el señorío volvió a manos de Chacón. Hacia 1484 dicho comendador fundaría un mayorazgo con las villas de Casarrubios y Arroyomolinos; y, entre otros lugares, con Villamanta, Valmojado y El Álamo. Chacón y sus sucesores continuaron con la política repobladora y la consolidación de los diferentes concejos del señorío. Segovia, que había abierto un pleito largo y costoso contra Casarrubios y los Chacón, nada pudo hacer por la recuperación de la zona sur de su sexmo de Casarrubios.
El concejo de Valmojado quedaría ligado a los sucesivos Señores/Condes de Casarrubios hasta la caída del Antiguo Régimen. El 7 de enero de 1734 el rey Felipe V concedió el Privilegio de Villazgo al municipio. La cédula de exención había solicitado a petición de sus justicias pedáneas ante el Consejo de Hacienda, librando a la villa exenta de los «atropellos» y «malos tratamientos» que, según declaraciones de los vecinos, venían recibiendo por parte de los alcaldes de la cabeza de la jurisdicción. En esa misma fecha dio comienzo el pleito sobre términos con Casarrubios y su condado, que duraría un cuarto de siglo, dando término en 1759 y siendo confirmados, por tercera vez, la Real Cédula de Exención y el Privilegio de Villazgo. Aun así, las descripciones del Cardenal Lorenzana (1786) aluden a que el municipio trataba de sacudirse el yugo feudal, teniendo pleito pendiente con el conde de Casarrubios, el cual seguía nombrando alcaldes para su concejo.
En 1833, la división provincial creada por Javier de Burgos apartó a Valmojado de la antigua provincia de Madrid y la incluyó en la de Toledo, junto con Casarrubios y Las Ventas de Retamosa. Villamanta y El Álamo, antiguos lugares del señorío, quedaron dentro de Madrid.

## Demografía
Cuenta con una población de 4771 habitantes (INE 2024).
| Gráfica de evolución demográfica de Valmojado entre 1842 y 2021                                                       |
| |
| Población de derecho según los censos de población del INE. Población de hecho según los censos de población del INE. |

## Administración
| Periodo   | Nombre                    | Partido       |
| --------- | ------------------------- | ------------- |

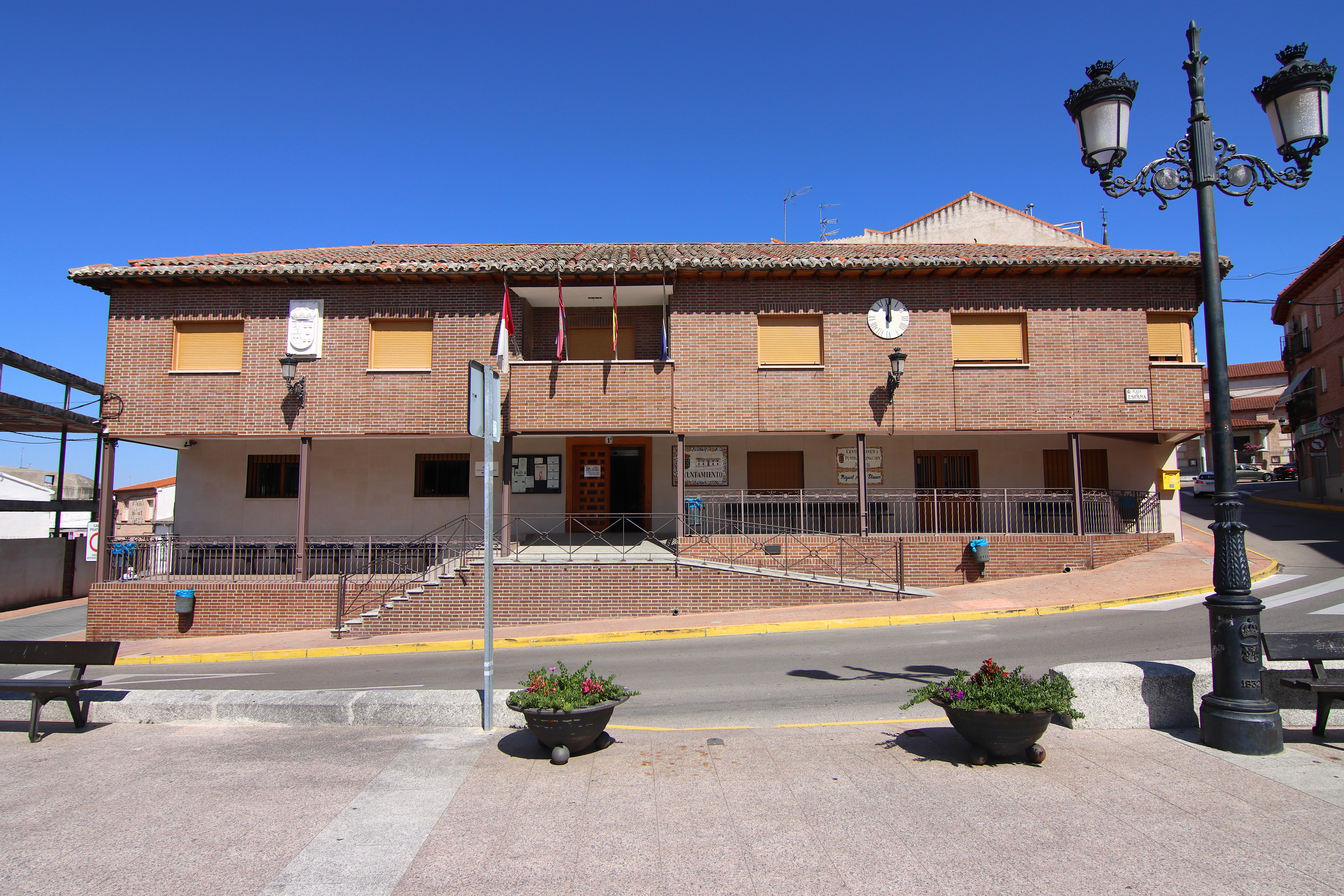
Casa consistorial

| 1979-1983 | Emiliano González Serrano | Independiente |
| 1983-1987 | Emiliano González Serrano | Independiente |
| 1987-1991 | Emiliano González Serrano | PP            |
| 1991-1995 | Emiliano González Serrano | PP            |
| 1995-1999 | Emiliano González Serrano | PP            |
| 1999-2003 | Emiliano González Serrano | PP            |
| 2003-2007 | Fernando Sánchez López    | URI           |
| 2007-2011 | Arturo González Herrero   | PSOE          |
| 2011-2015 | Jesús Agudo López         | PP            |
| 2015-2019 | Jesús Agudo López         | PP            |
| 2019-2023 | Jesús Agudo López         | PP            |
| 2023-act. | Jesús López López         | PP            |

## Patrimonio

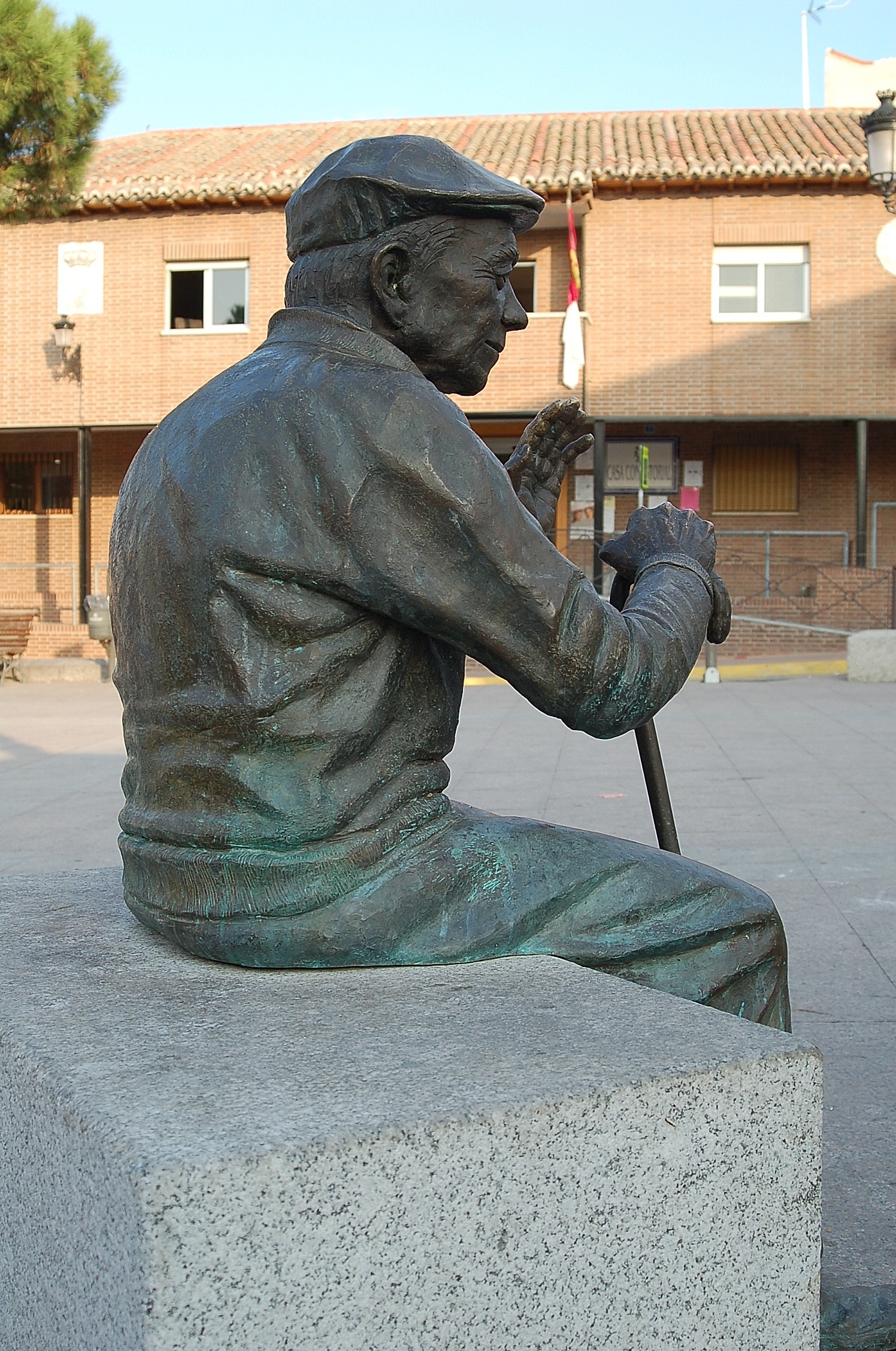
Grupo Escultórico. Estatua anciano

- Grupo escultórico en la plaza de España. Conjunto compuesto por un cuerpo central en granito, con surtidores de agua y el primer escudo histórico de la villa inserto en el frente, con dos estatuas en bronce a los lados, en homenaje al labrador y a nuestros mayores, obra realizada por el escultor Juan Cantero (2006).

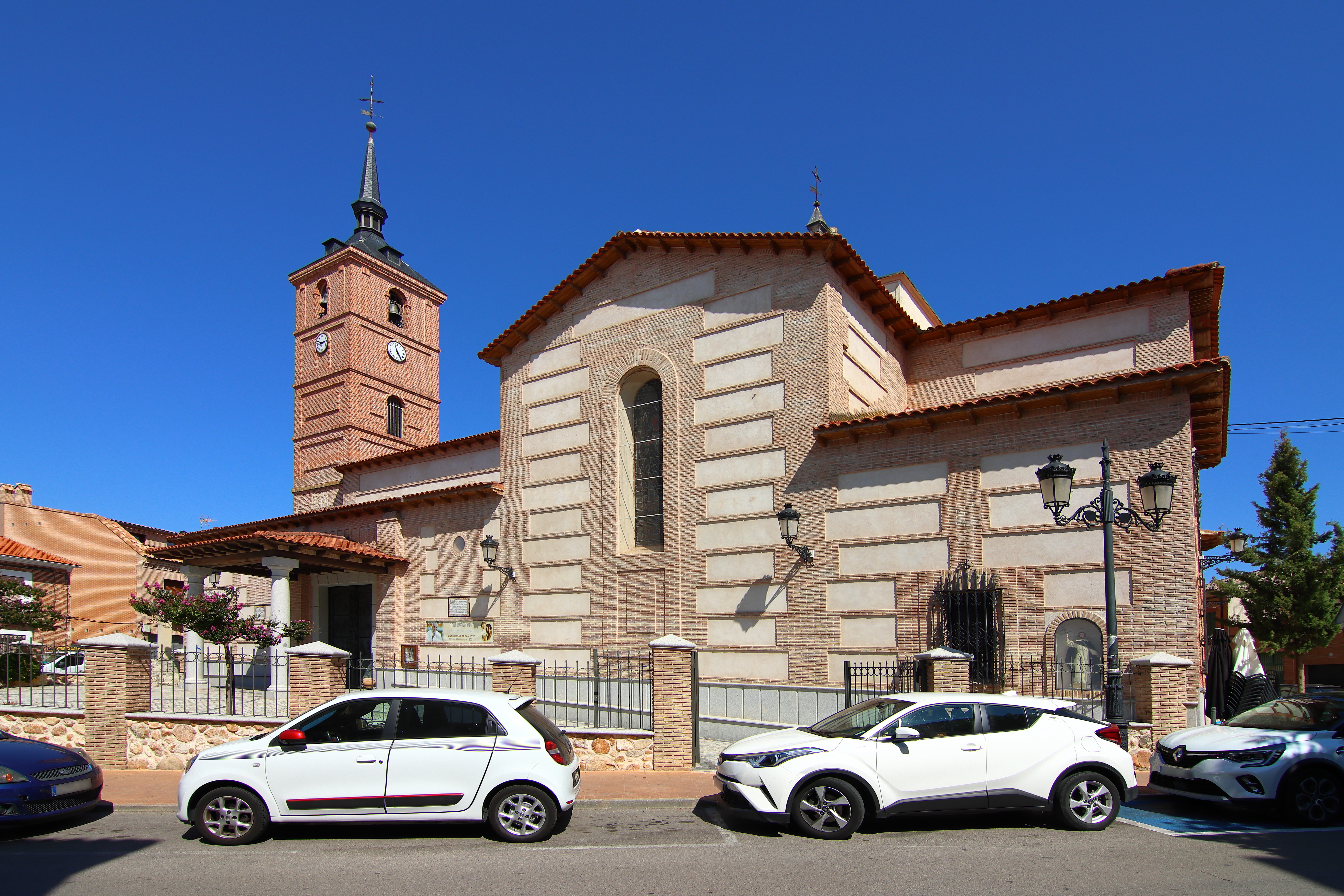
Iglesia de Santo Domingo de Guzmán

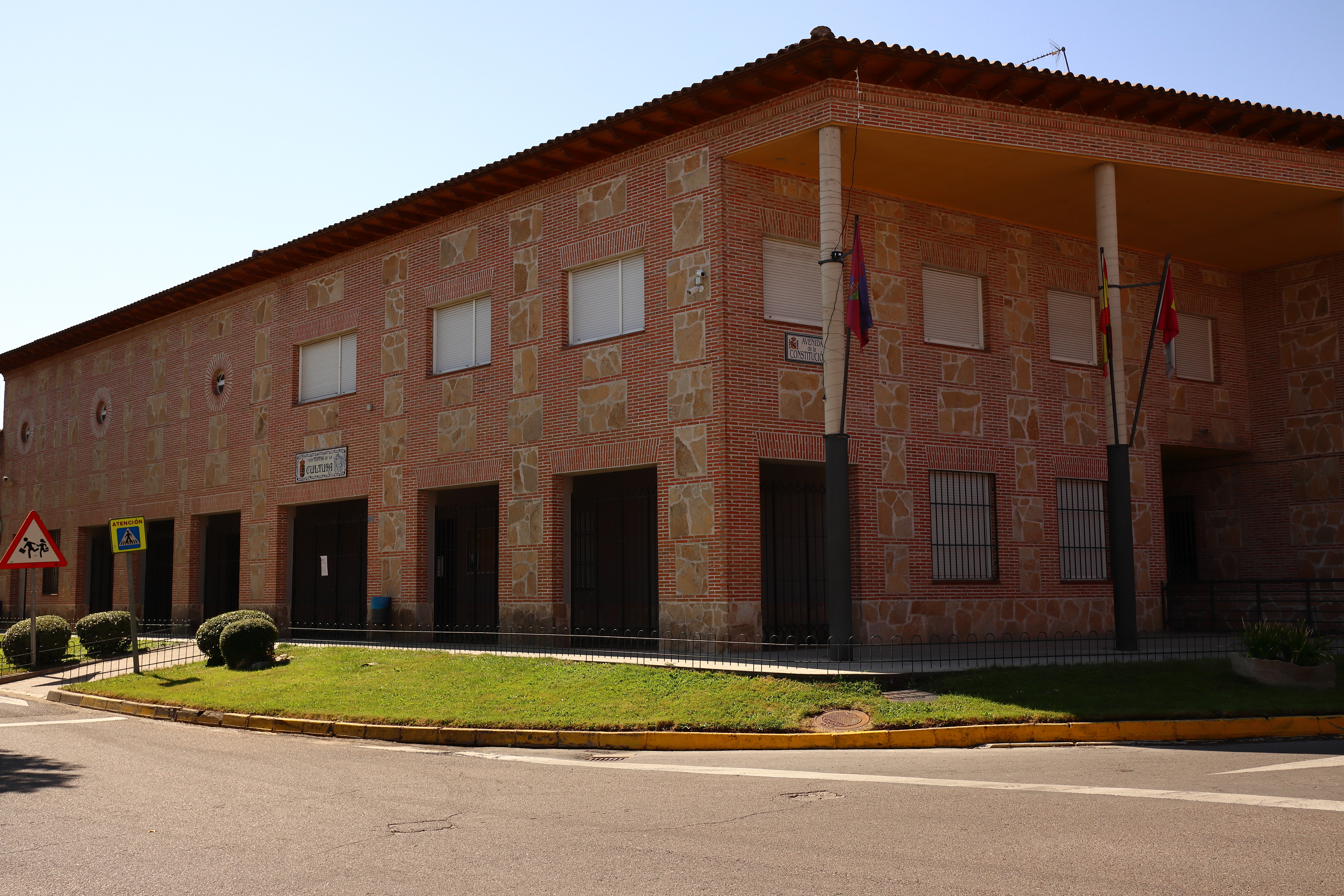
Casa de la Cultura y Museo Etnográfico

- La iglesia parroquial de Santo Domingo de Guzmán. Aunque fue reformado y ampliado en la última centuria, el edificio primitivo data de finales del siglo XV y principios del XVI. La parroquia fue construida en el cerro donde don Gonzalo Chacón, señor de Casarrubios, había erigido una horca. El interior del templo, de planta basilical con tres naves y crucero, alberga varias imágenes antiguas, como las de Nuestra Señora del Carmen y San Juan Bautista, ambas obras del carmelita fray Joseph Ortiz Delgado (1748). La puerta de mediodía, llamada del Santísimo Cristo del Amparo, es obra del escultor toledano Mariano Guerrero Corrales, hijo del conocido pintor Guerrero Malagón.
- El molino de viento.[5] Es una torre cilíndrica revestida de ladrillo y situada en una de los puntos más elevados de la población. Hasta hoy no se tienen referencias veraces sobre su supuesta función de molienda. Documentos del siglo XVI refieren la existencia de una pequeña fortificación, un silo y un lugar de aposento de las guardas de la ciudad de Segovia, aunque no se cita la localización exacta. La técnica constructiva de la torre es similar a la de ejemplos mudéjares de la comarca (castillo de Casarrubios, torreón y molinos de agua en Arroyomolinos y del arroyo de la Sacristana en Carranque). El molino de viento de Valmojado se comunica visualmente con los restos de otra torre de las mismas características en Casarrubios del Monte, a 3 km de distancia. No se descarta que ambas tuvieran, en origen, una función defensiva y que en épocas posteriores se reutilizasen como majadas, silos, palomares o molinos de viento.

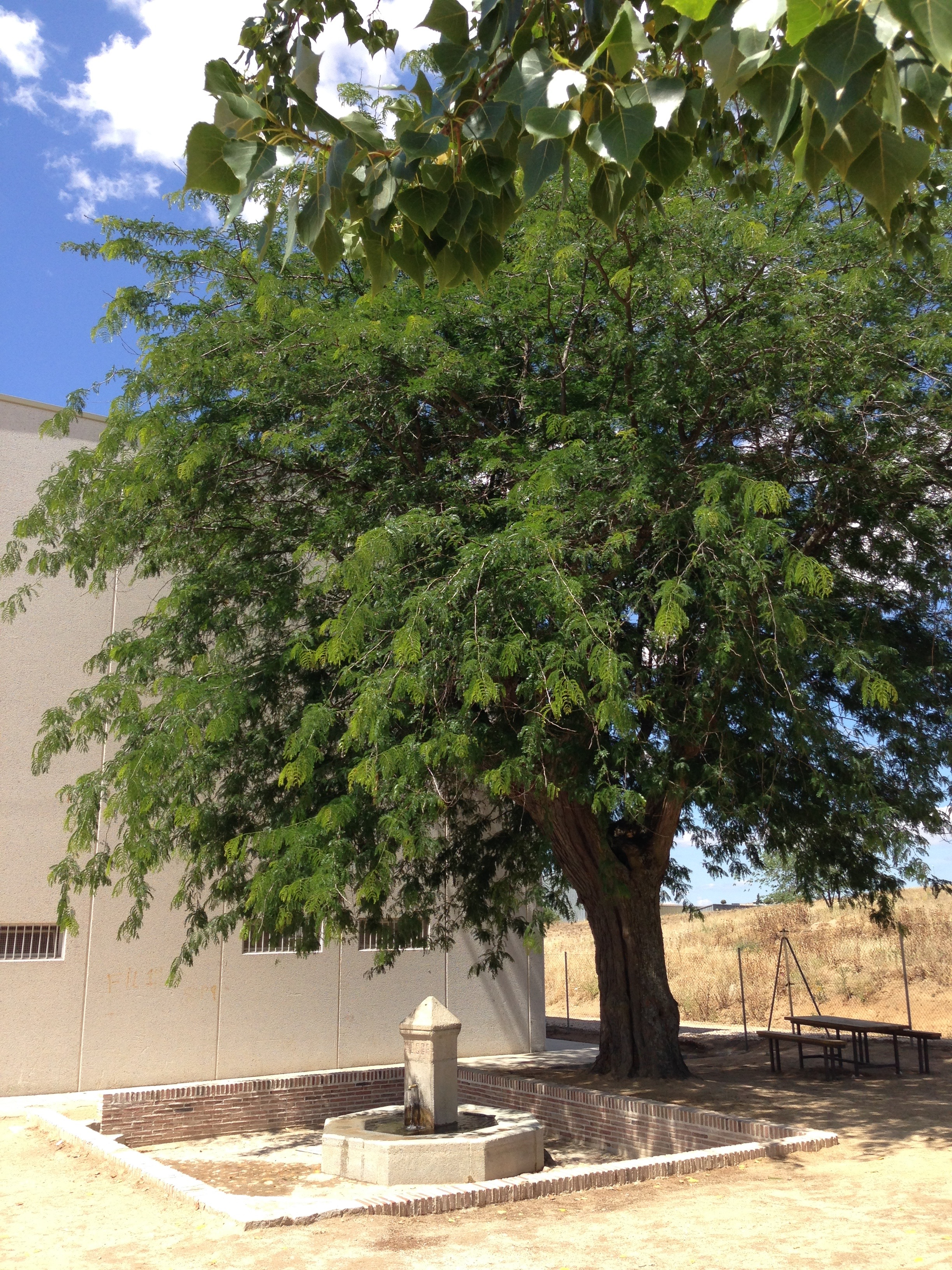
Fuente del Caño Viejo, también llamada Fuente Dulce y Caño Fresco. Uno de los puntos de agua más antiguos de Valmojado, situada junto a la Cañada Real Segoviana. La fuente fue reformada en 1886, aunque existen referencias sobre ella en el siglo XVIII

- Las cuevas. Numerosas galerías que horadan el subsuelo de la Villa y que ya fueron destacadas por Ramón de La Cruz en uno de sus sainetes, en el siglo XVIII.
- Las Cinco Fuentes (Quinque Fontes): Caño Fresco, Caño Indiano, Caño de la Teja, Caño de la Salud y Caño de Méntrida. Cinco viajes subterráneos, uno de ellos de 1,1 km de longitud, cuyas aguas están documentadas hace ya ocho siglos.
- Antiguo Grupo Escolar. Ejemplo de la arquitectura escolar funcionalista de los años veinte. Finalizado en 1930, fue ideado por el arquitecto Pedro Sánchez Sepúlveda. En la Guerra Civil se habilitó como hospital militar. Funcionó como centro docente hasta 2007. Alberga el Centro Cultural Las Escuelas.

## Fiestas
Los Mayordomos o Fiesta del cordero
Esta fiesta es la más antigua que perdura en la localidad. Sus orígenes ligan la tradición mesteña del «passo é puerto» de ganados de Valmojado con los antiguos cargos de la extinta cofradía del Santísimo Sacramento (siglo XVI). Los mayordomos son dos chicos y dos chicas jóvenes, vecinos de Valmojado. Durante todo el año recaudan, puerta a puerta, dinero y bienes -trigo hasta hace no muchos años-. Dicha recaudación la emplean en celebrar, en la Semana Santa, los actos religiosos y lúdico-festivos que tienen su culminación en el lunes de Pascua (lunes siguiente al Domingo de Gloria), llamado Día del Cordero. En esa jornada lavan y engalanan una oveja y un cordero, los pasean por el pueblo y terminan en la Plaza de la villa con una fiesta en la que hay baile popular. Justo al término de la Fiesta de la Mayordomía, eligen a los cuatro chicos que, desde ese momento, serán los siguientes Mayordomos. Elementos emotivos de esta fiesta son el engalanamiento la Cruz de los Mayordomos y el recorte de las aleluyas que se lanzarán durante la pascua de Resurrección.
Fiestas en honor al Santísimo Cristo del Amparo
Día de San Felipe y Santiago. Fiesta que tiene su origen en 1656, cuando los valmojadeños, afligidos con «tabardillos, viruelas y dolores de costados», buscan remedio en la figura del Cristo, denominándole desde entonces del Amparo y celebrándole fiestas el domingo de Carnestolendas, día en que se colocó en su altar.
Feria y fiestas en honor a Santo Domingo de Guzmán

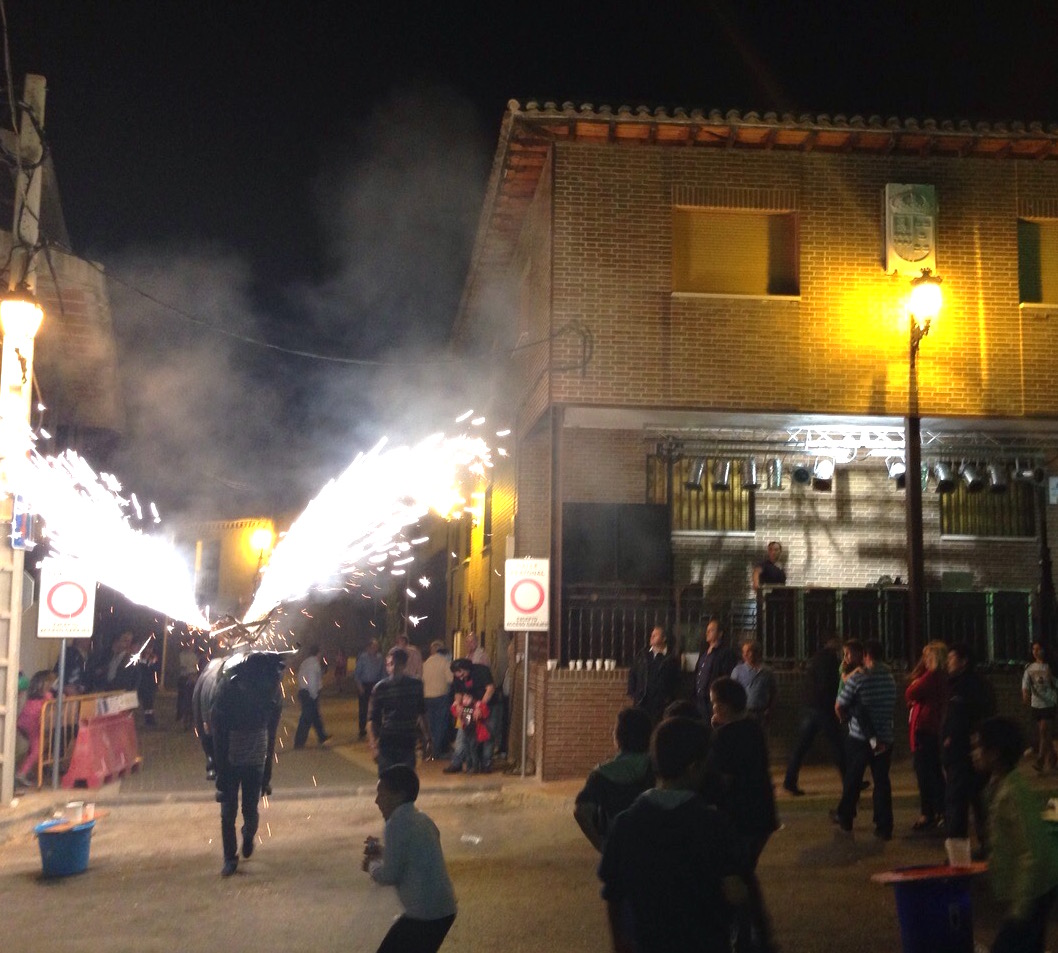
Toro de fuego

Santo Domingo es el titular de la parroquia. Es la fiesta grande de Valmojado, que se celebra el 8 de agosto.
Fiestas de la A.R.C. Pirotécnica La Alegría en honor a la Virgen de las Misericordias
Organizada por los miles de socios y socias de la Asociación Recreativa y Cultural Pirotécnica La Alegría, fundada en 1979 por en estas fiestas se aúnan dos tradiciones centenarias: los Toros de Fuego castellanos y las costumbres pirotécnicas valencianas, como el castillo de fuegos artificiales, cordà, despertà y una de las mayores mascletaes de todo el país. Por su tradición pirotécnica, con más de un cuarto de siglo de historia, y la trascendencia interregional de la fiesta, Valmojado es conocido como La Valencia de La Sagra o La Valencia chica. Punto de encuentro para miles de aficionados de la pirotecnia, que inundan sus calles el primer fin de semana de septiembre.
La afición de Valmojado por la pirotecnia tiene casi tres siglos de antigüedad documentada. En los viejos libros de “quentas” del concejo, de 1725, aparecen ciertos apuntes sobre esta tradición. En uno de sus asientos ya se destacaba el gasto de “veynte y un reales que costaron seis dozenas de cohetes para la fiesta de Santo Domingo”. Desde entonces, y año tras año, cada festejo celebrado en el municipio ha venido amenizándose con gran variedad de elementos pirotécnicos. Estas fiestas, tres siglos después, fueron originadas en Valmojado por valencianos emigrados a tierras castellanas, en torno al primer presidente de la Asociación y cofundador, Manuel Albín Luque.